# Ōmura
Ōmura (大村市, Ōmura-shi) est une ville située dans la préfecture de Nagasaki, au Japon.

## Géographie

### Situation

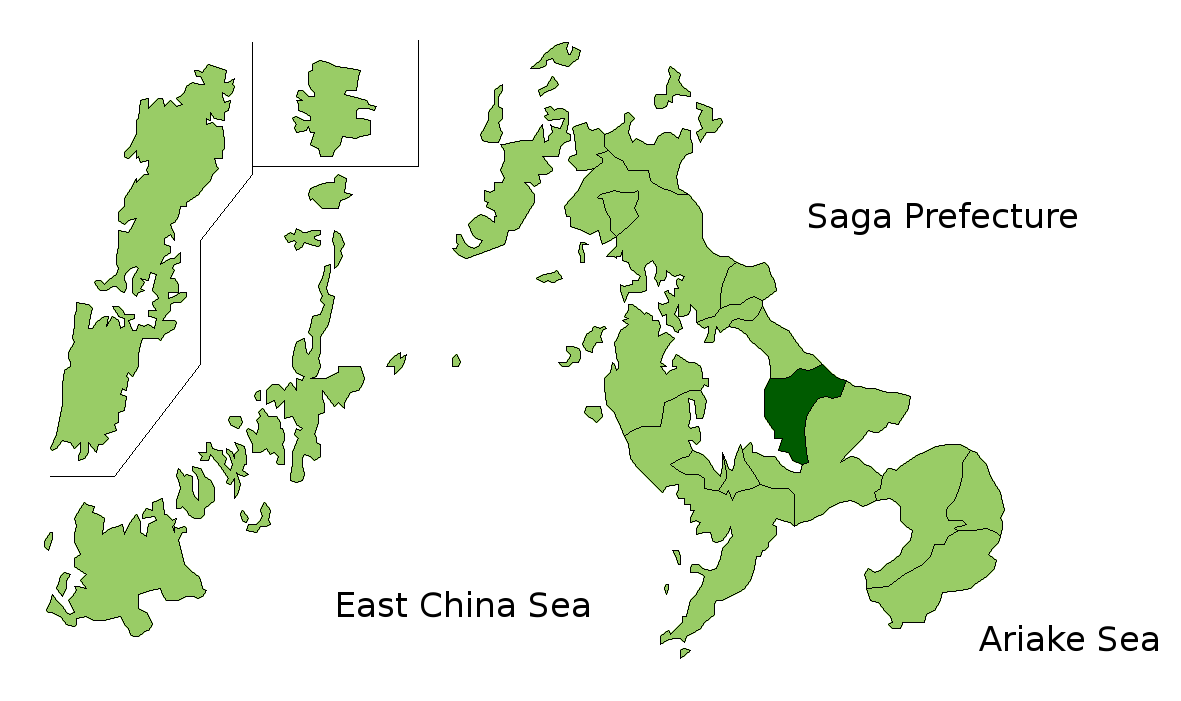
Ōmura dans la préfecture de Nagasaki.

Ōmura est située dans le centre-est la préfecture de Nagasaki, au bord de la baie d'Ōmura.

### Démographie
En 2010, la ville d'Ōmura avait une population estimée à 90 469 habitants répartis sur une superficie de 126,46 km2, l'aéroport de Nagasaki inclus (densité de population de 715 hab./km2).

## Histoire
La ville d'Ōmura moderne a été fondée le 11 février 1942. Elle a été largement endommagée lors des bombardements américains en 1944.
Le nom de la ville est mentionné dans l'opéra Madame Butterfly.

## Culture locale et patrimoine

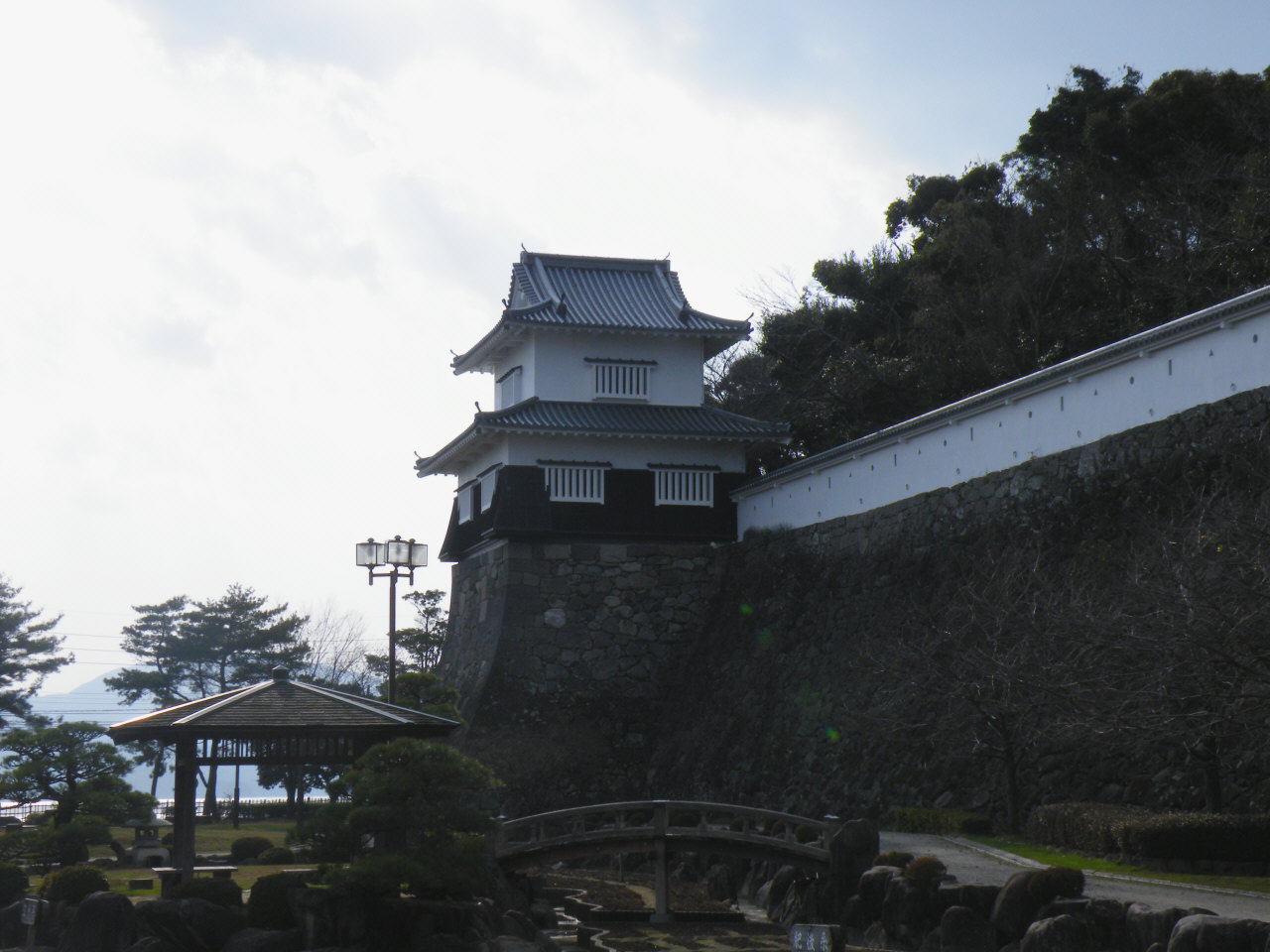
Château de Kushima.

- Château de Kushima

## Transports
L'aéroport international de Nagasaki se trouve sur le territoire d'Ōmura.
La ville est desservie par la ligne Shinkansen Nishi Kyūshū et la ligne Ōmura de la JR Kyushu.

## Jumelages
La ville d'Ōmura est jumelée avec :
- Sintra (Portugal) depuis le 21 aout 1997
- District de Minhang (Chine) depuis le 13 décembre 1993
- San Carlos (États-Unis) depuis le 20 juillet 2012
- Semboku (Japon) depuis le 10 juillet 2009
- Itami (Japon) depuis le 17 avril 1980